# 1961 في السويد
فيما يلي قوائم الأحداث التي وقعت خلال عام 1961 في السويد.

## أفلام
من الأفلام التي صدرت هذه السنة في السويد:
- 1 يناير – عبر زجاج مظلم من إخراج إنغمار برغمان.

## مواليد

### يناير
- 11 يناير – لارس إريك تورف سائق رالي سويدي.

### فبراير
- 8 فبراير – رالف أوكيسون لاعب شطرنج سويدي.

### مارس
- 8 مارس – بيتر لارشون لاعب كرة قدم سويدي.

### أبريل
- 25 أبريل – أغنيتا أندرسون كاياكيرة سويدية.

### مايو
- 26 مايو – لارس يوهانسون

### يوليو
- 13 يوليو – أندرس جاريد لاعب كرة مضرب سويدي.

### سبتمبر
- 18 سبتمبر – داغ همرشولد (مواليد 1905)